# Ибрахим аль-Васик Биллах
Абу Исхак Ибрахим аль-Васик Биллах (араб. أبو إسحاق إبراهيم الواثق بالله‎) — четвёртый аббасидский халиф, правивший Египте (1340—1341).

## Биография
В 1336 году султан ан-Насир Мухаммад сослал халифа аль-Мустакфи Биллаха в Кус. Перед смертью аль-Мустакфи Биллах, который был халифом почти тридцать девять лет, назначил наследником своего сына Абу-ль-Касима Ахмада в присутствии правителя Куса и других свидетелей. Однако султан ан-Насир Мухаммад отклонил желание покойного, и после четырёхмесячного перерыва назначил Абу Исхака Ибрахима халифом с титулом аль-Васик Биллах. В отличие от того, что произошло в 1302 году, не султан приносил присягу на верность халифу, а халиф должен был присягнуть султану. Ан-Насир Мухаммад лишил нового халифа всякого почёта, в течение нескольких месяцев его имя даже не упоминалось во время хутбы в Каире.
Незадолго до своей смерти ан-Насир позволил Абу-ль-Касиму Ахмаду взойти на престол с титулом аль-Хаким Биамриллах, а его сын, султан Абу Бакр аль-Мансур, сменивший его, объявил Абу-ль-Касима Ахмада халифом.